# Colisée Financière Sun Life
Das Colisée Financière Sun Life ist eine Mehrzweckhalle in der Stadt kanadischen Stadt Rimouski, Provinz Québec. 

## Geschichte
Die Halle wurde 1966 unter dem Namen Colisée de Rimouski eröffnet und bietet maximal 5.062 Zuschauern Platz, wobei die maximale Kapazität bei Eishockeyspielen 4.285 Zuschauer beträgt. Das Eishockeyteam Océanic de Rimouski, eine Juniorenmannschaft in der Ligue de hockey junior majeur du Québec, trägt dort ihre Heimspiele aus. 2009 wurde der Memorial Cup in der Arena ausgespielt.
Im August 2014 erwarb das Unternehmen Sun Life Financial die Namensrechte an der Halle.

## Galerie

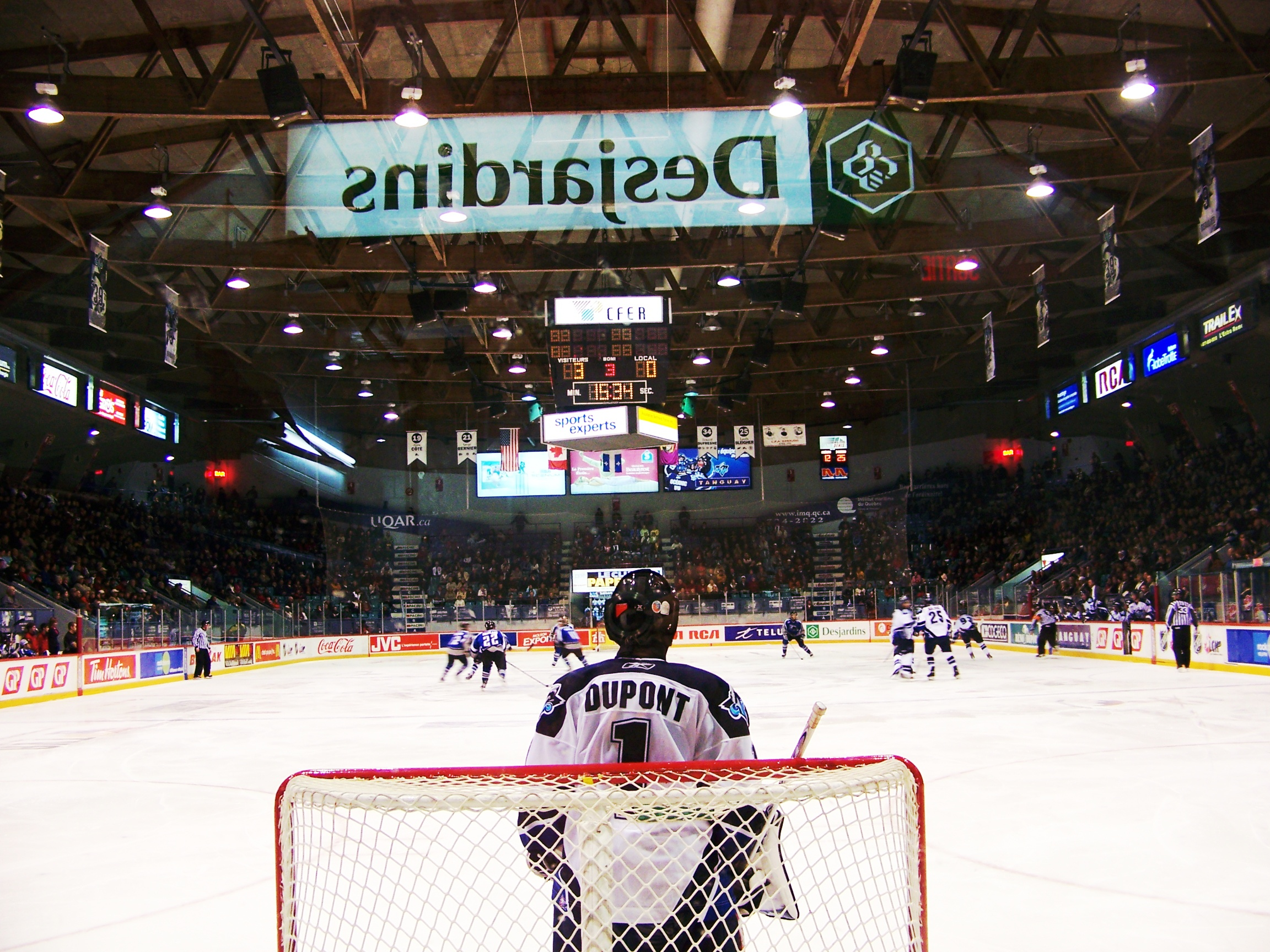
Innenansicht des Colisée (2007)
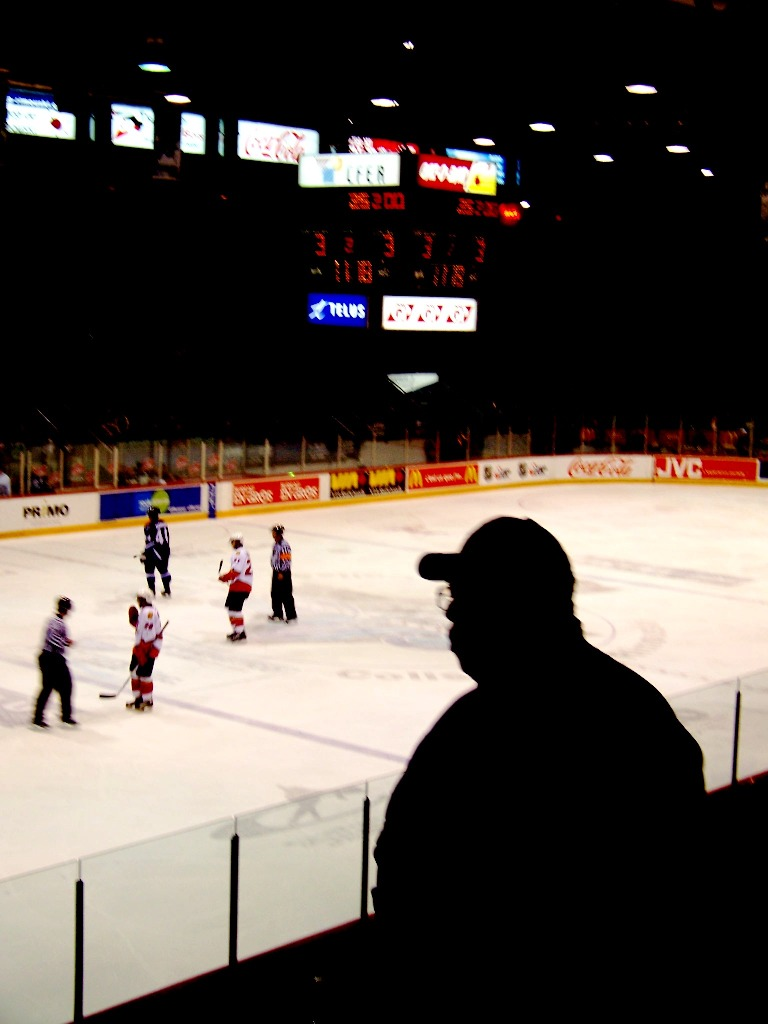
Colisée de Rimouski (2007)
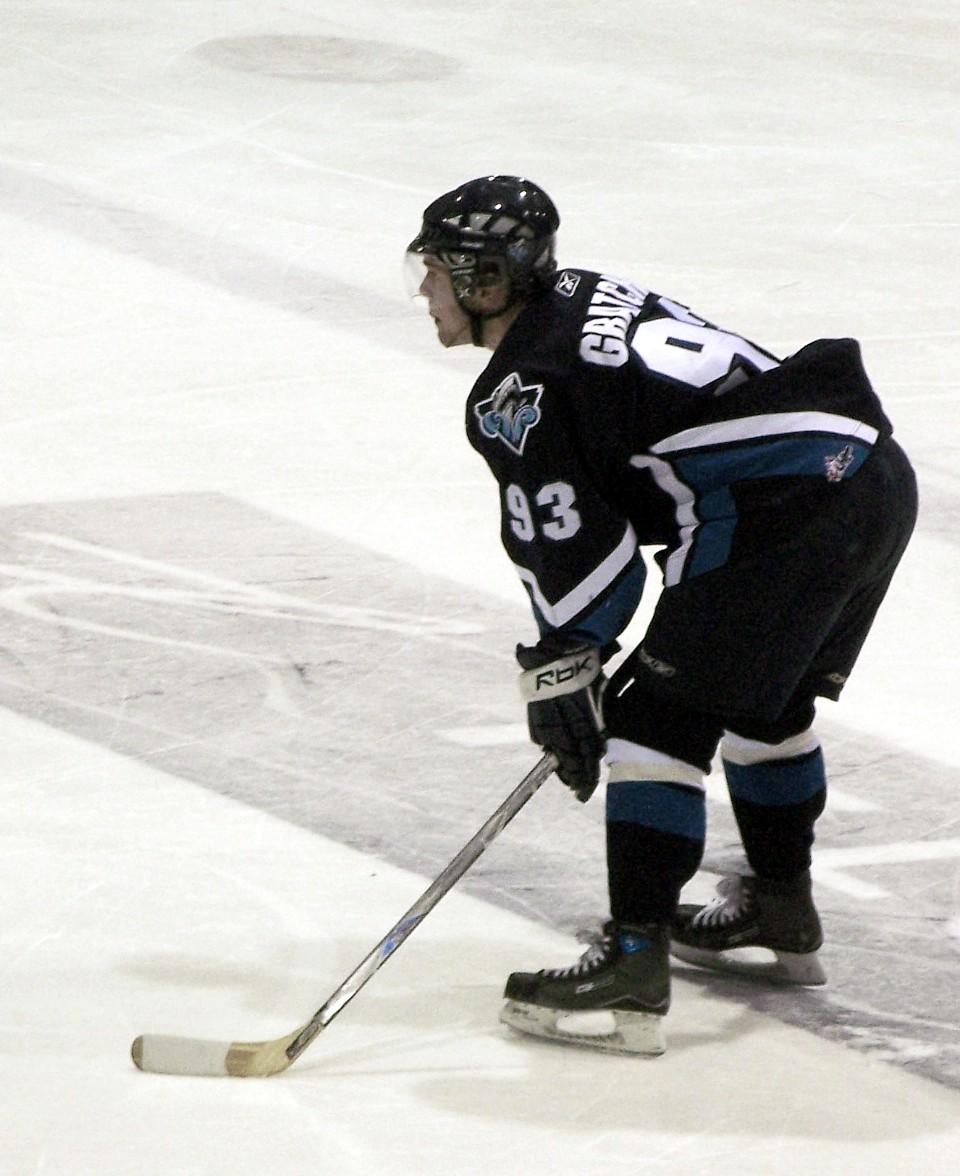
Maxim Gratschow im Colisée (2007)